# باسل اسد
باسل اسد (به عربی: باسل الأسد) (۲۳ مارس ۱۹۶۲ – ۲۱ ژانویه ۱۹۹۴) پسر ارشد حافظ اسد و برادر بزرگ بشار اسد، رئیس‌جمهورهای پیشین سوریه، بود. باسل اسد دانش‌آموخته رشته مهندسی و سَرگُرد ارتش سوریه بود. وی فرمانده گارد ریاست جمهوری سوریه و مسئول حفاظت از رئیس‌جمهور و کاخ ریاست جمهوری سوریه بود.
باسل اسد از سنین جوانی یعنی از سن ۲۰ سالگی و در زمان تحصیل در دانشگاه دمشق علاقه شدیدی به مسائل سیاسی داخلی و خارجی از خود نشان می‌داد. باسل همزمان با تحصیل در رشته الکترونیک وارد ارتش شد و در مدت کوتاهی با مشورت پدر خود در بازسازی نیروهای مسلح و چینش مهره‌های جوان و با کفایت نظامی نقش مهمی ایفا کرد.
از ویژگی‌های باسل اسد، علاقه شدید وی به جریان‌های سیاسی شیعه بود، به گونه‌ای که حافظ اسد، پیگری پرونده محرمانه حزب‌الله لبنان را به باسل اسد سپرده بود. در پی تقویت شایعه گرویدن باسل به مذهب تشیع، سازمان‌های جاسوسی اسرائیل، انگلیس، فرانسه و آمریکا که حساسیت فوق‌العاده‌ای نسبت به حزب‌الله لبنان و ارتباط باسل اسد با رهبران این سازمان شیعی داشتند، همه تحرکات باسل را زیر نظر گرفتند.

## مرگ
در تاریخ ۲۱ ژانویه ۱۹۹۴، در حالی که او با سرعت بالا در حال رانندگی با مرسدس بنز لوکس خود بود (نویسنده پل ترو گزارش می‌دهد که باسل با سرعت ۲۴۰ کیلومتر در ساعت (۱۵۰ مایل در ساعت) از میان مه به سمت فرودگاه بین‌المللی دمشق برای یک پرواز خصوصی به فرانکفورت آلمان، در مسیر تعطیلات اسکی در آلپ در ساعات اولیه صبح حرکت می‌کرد)،خودرو با مانعی برخورد کرد و باسل که کمربند ایمنی نبسته بود، درجا جان باخت. حافظ مخلوف همراه او بود و پس از حادثه با جراحاتی در بیمارستان بستری شد؛ یک راننده که در صندلی عقب حضور داشت، آسیبی ندید.

در حالی که از وی به عنوان «اصلی‌ترین جانشین» حافظ اسد یاد می‌شد، باسل اسد، روز ۲۱ ژانویه ۱۹۹۴ در ۳۱ سالگی بر اثر سانحه رانندگی در دمشق کشته شد.

## بحران جانشینی
پس از مرگ باسل، در تاریخ ۲۱ ژانویه ۱۹۹۴ برخی معتقد بودند که ماهر اسد به عنوان جانشین پدرش، حافظ اسد معرفی خواهد شد، اما چون در آن زمان، او خیلی جوان بود، بشار اسد به عنوان رئیس‌جمهور سوریه انتخاب شد.